# Lista över Nigerias utrikesministrar
Sedan Nigeria 1960 blev en självständig stat har följande personer innehaft positionen som utrikesminister.
- Tafawa Balewa (1960–1961)
- Jaja Wachukwu (1961–1965)
- Nuhu Bamalli (1965–1966)
- Arikpo Okoi (1967–1975)
- Joseph Nanven Garba (1975–1978)
- Henry Adefope (1978–1979)
- Ishaya Audu (1979–1983)
- Emeka Anyaoku (1983)
- Ibrahim Gambari (1984–1985)
- Bolaji Akinyemi (1985–1987)
- Ike Nwachukwu (1987–1989)
- Rilwan Lukman (1989–1990)
- Ike Nwachukwu (1990–1993)
- Matthew Mbu (1993)
- Babagana Kingibe (1993–1995)
- Tom Ikimi (1995–1998)
- Ignatius Olisemeka (1998–1999)
- Sule Lamido (1999–2003)
- Oluyemi Adeniji (2003–2006)
- Ngozi Okonjo-Iweala (2006)
- Joy Ogwu (2006–2007)
- Ojo Maduekwe (2007–2010)
- Martin Ihoeghian Uhomoibhi (2010)
- Henry Odein Ajumogobia (2010–2011)
- Olugbenga Ashiru (2011–2013)
- Viola Onwuliri (2013–2014)
- Aminu Bashir Wali (2014–2015)
- Geoffrey Onyeama (2015–2023)
- Yusuf Tuggar (2023–)